# Créosol
Ne doit pas être confondu avec Crésol.
Le créosol (ou paracréosol) est un composé aromatique de formule C8H10O2, constitué d'un cycle de benzène, substitué par un groupe hydroxyle (phénol), un groupe méthoxyle et un groupe méthyle en positions 1, 2 et 4. Il peut être considéré comme un dérivé méthylé du gaïacol ou le dérivé méthoxylé du paracrésol. C'est un isomère de position de l'isocréosol qui ne diffère que par l'inversion de position des groupes hydroxyle et méthoxyle.

## Occurrence
Le créosol est présent dans les goudrons de bois, en particulier le goudron de pin, et le créosote qui en est issu, mais on le trouve en plus grande quantité dans le bois de hêtre. Il est aussi présent, avec le gaïacol dans le produit de pyrolyse du gaïac et dans la résine de pin,.
On le trouve également dans la gousse de vanille, le genévrier cade (Juniperus oxycedrus), le tabac et de nombreuses autres plantes.

## Propriétés
Le créosol se présente sous la forme d'un liquide incolore à jaune, avec une odeur douce, épicée, rappelant le clou de girofle, avec une pointe de vanille et de cuir. Une solution plus diluée ajoute également un parfum de « fumé ». Il serait d'ailleurs, avec le gaïacol, à l'origine du goût fumé de certains vins.
Le créosol est peu soluble dans l'eau, mais est miscible avec l'éthanol, l'éther, le benzène, le chloroforme, l'acide acétique. Son pKA est de 10,28, quasi identique à celui du paracrésol (10,26), le groupe méthoxyle supplémentaire n'ayant donc quasiment pas d'influence sur ce paramètre. 

## Synthèse
Le créosol peut être produit par la réduction de la vanilline avec de la poudre de zinc et de l'acide chlorhydrique. Il peut aussi être obtenu par dégradation thermique de l'acide férulique.

## Utilisation
Le créosol est autorisé en additif alimentaire, comme agent de saveur et parfum.
Il possède des propriétés antiseptiques et peut être utilisé comme désinfectant. Il est utilisé comme herbicide et comme agent de récurage dans les lessives. Le créosol est un répulsif contre la mouche tsé-tsé.

### Chimie
La réaction de clivage d'éther du créosol avec les halogénures d'hydrogène produit le 3,4-dihydroxytoluène.
L'action de la alcool vanillique oxydase permet de convertir le créosol en vanilline.